# 飢餓遊戲：黎明收割
《飢餓遊戲：黎明收割》（英語：The Hunger Games: Sunrise on the Reaping）是一部2026年美國反烏托邦動作片，2023年電影《飢餓遊戲：鳴鳥與游蛇之歌》續集，《飢餓遊戲》系列第六部電影兼前傳，改編自蘇珊·柯林斯的2025年小說《黎明收割》，由法蘭西斯·羅倫斯執導，比利·雷編劇，約瑟夫·扎達、惠妮·皮克、麥肯娜·葛瑞絲、傑西·普萊蒙、小凱爾文·哈里遜、瑪雅·霍克、莉莉·泰勒、王班、雷夫·范恩斯、艾兒·芬妮、基倫·克金、比利·包依德及葛倫·克蘿絲等人聯合主演。
《飢餓遊戲：黎明收割》由獅門影視公司排定2026年11月20日於美國上映。

## 演員
- 約瑟夫·扎達（英语：Joseph Zada）飾演黑密契·阿勃納西（英语：Haymitch Abernathy）
- 惠妮·皮克（英语：Whitney Peak (actress)）飾演雷諾·朵芙·貝爾德（Lenore Dove Baird）
- 麥肯娜·葛瑞絲飾演梅西莉·唐納（Maysilee Donner）
- 傑西·普萊蒙飾演普魯塔克·黑文斯比（Plutarch Heavensbee）
- 小凱爾文·哈里遜（英语：Kelvin Harrison Jr.）飾演比提·拉提爾（Beetee Latier）
- 瑪雅·霍克飾演金屬絲（Wiress）
- 莉莉·泰勒（英语：Lili Taylor）飾演梅格絲·佛拉納根（Mags Flanagan）
- 王班飾演懷特·卡洛（Wyatt Callow）
- 雷夫·范恩斯飾演科利奧蘭納斯·史諾總統
- 艾兒·芬妮飾演艾菲·純克特（Effie Trinket）
- 基倫·克金飾演凱薩·富萊克曼（Caesar Flickerman）
- 比利·包依德飾演馬格諾·史蒂夫特（Magno Stift）
- 葛倫·克蘿絲飾演德魯西拉·西克爾（Drusilla Sickle）
- 莫莉·麥肯（Molly McCann）飾演露艾拉·麥考伊（Louella McCoy）
- 艾歐娜·貝爾（Iona Bell）飾演露露（Lou Lou）
- 哈勒爾·史瓦比（Jhaleil Swaby）飾演帕納什·巴克（Panache Barker）
- 勞拉·馬庫斯（Laura Marcus）飾演絲卡·夏普（Silka Sharp）
- 珀西·達格斯四世（Percy Daggs IV）飾演安珀特·拉蒂爾（Ampert Latier）
- 拉達·瑞（Rada Rae）飾演威莉（Wellie）
- 斯凱·弗朗西斯（Sky Frances）飾演瑪莉亞特（Maritte）
- 塔蒂亞娜·穆贊多（Tatyana Muzondo）飾演琳吉娜（Ringina）
- 艾琳娜·里德（Alina Reid）飾演科爾娜（Kerna）
- 薩利穆·蒂亞姆（Salimou Thiam）飾演克萊頓（Clayton）
- 約翰·多布爾（John Doeble）飾演巴克（Buck）
- 肯恩·布馮格（Kaine Buffonge）飾演赫爾（Hull）
- 凱拉·朵靈頓（英语：Kara Tointon）飾演威廉梅·阿勃納西（Willamae Abernathy）
- 斯邁利·布拉德韋爾（Smylie Bradwell）飾演席德·阿勃納西（Sid Abernathy）
- 傑佛瑞·霍爾曼（Jeffrey Hallman）飾演克拉克·卡麥（Clerk Carmine）
- 塞拉芬·米歇夫（Serafin Mishiev）飾演伍德拜恩·錢斯（Woodbine Chance）
- 史考特·葛林南（Scot Greenan）飾演博德克·艾佛丁（Burdock Everdeen）
- 葛莉絲·阿卡里（Grace Ackary）飾演阿斯特麗德·馬奇（Asterid March）
- 梅洛蒂·奇卡凱恩·布朗（Melody Chikakane Brown）飾演哈蒂·米尼（Hattie Meeney）
- 傑佛森·懷特（英语：Jefferson White）飾演麥考伊先生（Mr. McCoy）
- 艾瑞絲·阿帕托飾演普洛塞庇娜（Proserpina）
- 埃德文·雷丁飾演維特斯（Vitus）
- 珊卓·福斯特（Sandra Förster）飾演赫西莉亞（Hersilia）
- 賈克斯·格雷羅（Jax Guerrero）飾演蒂比（Tibby）

## 製作

### 開發
2024年6月，《飢餓遊戲》系列作者蘇珊·柯林斯宣布將於2025年3月18日出版新作《黎明收割》，獅門影視公司將製作改編電影，法蘭西斯·羅倫斯正在洽談回歸執導。

### 選角
2025年4月，約瑟夫·扎達、惠妮·皮克、麥肯娜·葛瑞絲和傑西·普萊蒙加入演出陣容。5月，小凱爾文·哈里遜、瑪雅·霍克、莉莉·泰勒、王班、雷夫·范恩斯、莫莉·麥肯（Molly McCann）、艾歐娜·貝爾（Iona Bell）、艾兒·芬妮和基倫·克金加入演出陣容。6月，葛倫·克蘿絲、比利·包依德和哈勒爾·史瓦比（Jhaleil Swaby）加入演出陣容。同月底，勞拉·馬庫斯（Laura Marcus）、珀西·達格斯四世（Percy Daggs IV）和拉達·瑞（Rada Rae）加入演出陣容。
7月，斯凱·弗朗西斯（Sky Frances）、塔蒂亞娜·穆贊多（Tatyana Muzondo）、艾琳娜·里德（Alina Reid）、薩利穆·蒂亞姆（Salimou Thiam）、約翰·多布爾（John Doeble）和肯恩·布馮格（Kaine Buffonge）加入演出陣容。同月底，凱拉·朵靈頓、斯邁利·布拉德韋爾（Smylie Bradwell）、傑佛瑞·霍爾曼（Jeffrey Hallman）、塞拉芬·米歇夫（Serafin Mishiev）、史考特·葛林南（Scot Greenan）、葛莉絲·阿卡里（Grace Ackary）、梅洛蒂·奇卡凱恩·布朗（Melody Chikakane Brown）、傑佛森·懷特、艾瑞絲·阿帕托、埃德文·雷丁、珊卓·福斯特（Sandra Förster）和賈克斯·格雷羅（Jax Guerrero）加入演出陣容。

### 拍攝
該片於2025年7月展開主要攝影。

## 發行
《飢餓遊戲：黎明收割》由獅門影視公司排定2026年11月20日於美國上映。

## 外部連結
- 互联网电影数据库（IMDb）上《飢餓遊戲：黎明收割》的资料（英文）